# Теракт в Ницце (2020)
Теракт в Ницце (2020) — нападение и последующее убийство трёх человек, произошедшее 29 октября 2020 года в католической базилике Нотр-Дам в Ницце, Франция. Нападавший был ранен полицией, и впоследствии взят под стражу.
Мэр Ниццы заявил, что произошедшее является террористическим актом, приписав его исламскому терроризму.

## Инцидент
По словам мэра Ниццы Кристиана Эстрози, нападение произошло в помещении Нотр-Дам-де-Нис, католической базилики, расположенной на авеню Жана Медсана в центре Ниццы. Сообщается, что нападавший неоднократно кричал «Аллах Акбар!», даже после того, как его ранили и задержали сотрудники полиции. В результате нападения погибли две женщины и мужчина. Одна из женщин была обезглавлена, но позже было подтверждено, что она была найдена с перерезанным горлом, но на самом деле не обезглавлена. Эстрози заявил, что двое из жертв погибли внутри церкви, в то время как третья скончалась в соседнем баре после побега из церкви с серьёзными травмами; убитый мужчина — 54-летний церковный сторож Винсен Лок.
Скончавшаяся от ран в баре идентифицирована как родившаяся в Бразилии 44-летняя Симоне Барето Сильва, мать троих детей.
Министр внутренних дел Жеральд Дарманен заявил, что в городе проводится полицейская спецоперация. На место преступления прибыло сапёрное подразделение, а вооружённые сотрудники антитеррористической полиции патрулируют улицы вокруг собора.

## Погибшие
В результате нападения были убиты три человека: они были опознаны как женщина в возрасте 60 лет, найденная с перерезанным горлом; 54-летний мужчина, являвшийся служителем церкви; и женщина в возрасте 44 лет, получившая серьёзные ранения в церкви, добежавшая до соседнего бара, где и скончалась.

## Террорист
Террорист, 21-летний Брахим Ауиссауи, прибыл в конце сентября 2020 года на Лампедузу из Туниса. После прохождения карантина на борту корабля он был доставлен 8 октября в Бари. В Бари полиция вручила ему предписание, обязывающее в течение семи дней покинуть итальянскую территорию. Террорист появился в Ницце за день до нападения в соборе. По информации его семьи в Сфаксе, два с половиной года назад он вернулся к религии — после периода злоупотребления наркотиками и алкоголем.

## Реакция

### Франция
После того как стало известно о происшествии, в Национальном собрании была объявлена минута молчания. Правительство подтвердило, что президент Эмманюэль Макрон посетит место нападения позже.
Представитель французского совета мусульманской веры осудил это нападение. «В знак скорби и солидарности с жертвами и их близкими я призываю всех мусульман Франции отменить все празднования праздника Мавлид.».
Вечером 29 октября в центре Ниццы состоялась демонстрация идентаристов, ультрас и футбольных фанатов. Участники пели Марсельезу и неофициальный гимн Ниццы «Nissa la Bella». В ходе демонстрации раздавались выкрики «ислам — вон из Европы!».

### Международная реакция
Председатель Европейского парламента Давид Сассоли, премьер-министр Испании Педро Санчес и премьер-министр Италии Джузеппе Конте выступили с заявлениями, в которых выразили свои соболезнования французскому народу. Нападение было осуждено Турцией, Саудовской Аравией, Индией, Великобританией, Бельгией и Канадой.
Папа римский Франциск принёс свои соболезнования католикам Ниццы: «Я вместе с католическим сообществом Ниццы, где утренняя атака посеяла смерть в месте для молитв и утешения. Я молюсь за жертв, за их семьи и за французский народ, что они смогут ответить на зло добром».